# Висока (Підкарпатське воєводство)
Висока (пол. Wysoka) — село в Польщі, у гміні Ланьцут Ланьцутського повіту Підкарпатського воєводства.
Населення — 2581 особа (2011).
У 1975-1998 роках село належало до Ряшівського воєводства.

## Демографія
Демографічна структура станом на 31 березня 2011 року:
|          | Загалом | Допрацездатний вік | Працездатний вік | Постпрацездатний вік |
| -------- | ------- | ------------------ | ---------------- | -------------------- |
| Чоловіки | 1287    | 296                | 850              | 141                  |
| Жінки    | 1294    | 286                | 736              | 272                  |
| Разом    | 2581    | 582                | 1586             | 413                  |